# Фермопильское сражение (279 до н. э.)
Битва при Фермопилах произошла в 279 году до н. э. между вторгшимися галльскими армиями и объединённой греческой армией этолийцев, беотийцев, афинян и фокейцев в Фермопилах. Галлы под предводительством Бренна одержали победу и продвинулись дальше на греческий полуостров, где попытались разграбить Дельфы, но потерпели полное поражение.

## Предыстория
Галльские племена латенской культуры начали движение на юго-восток на Балканский полуостров с IV века до н. э. Хотя галльские поселения были сосредоточены в западной половине Карпатского бассейна, были заметные вторжения и поселения на самом Балканском полуострове.
Галльские вторжения из северной Иллирии и Паннонии достигли апогея в начале III века до н. э., когда они вторглись в Грецию. Вторжению в собственно Грецию в 279 году до н. э. предшествовала серия других военных кампаний, проведенных на южных Балканах и против Македонии, чему способствовала неразбериха, возникшая в результате сложных и вызывающих разногласия процессов борьбы за власть после внезапной смерти Александра Македонского в 323 году до н. э.
В 280 году до н. э. большая армия, насчитывающая около 85 000 воинов, покинула Паннонию, разделилась на три подразделения и двинулась на юг в большом походе в Македонию и центральную Грецию. Под предводительством Церетрия 20 000 человек двинулись против фракийцев и трибаллов. Другая группа, возглавляемая Бренном и Акихорием, двинулась против пеонийцев, а третья, возглавляемая Болгием, нацелилась на македонян и иллирийцев. Болгий нанёс македонянам, чей молодой царь Птолемей Керавн был схвачен и обезглавлен, тяжелые потери. Однако контингент Болгия был отброшен македонским правителем Сосфеном, и, довольные добычей, контингенты Болгия повернули назад. Сосфен, в свою очередь, был атакован и побежден Бренном и его отрядом, которые затем могли разорить страну.
После того, как эти экспедиции вернулись домой, Бренн призвал и убедил их организовать третью объединённую экспедицию против центральной Греции во главе с ним и Акихорием.

## Сражение
Коалиция греков, состоявшая из этолийцев, беотийцев, афинян, фокейцев и других греков к северу от Коринфа, расположилась на узком проходе Фермопилы на восточном побережье центральной Греции. Во время первого штурма силы Бренна понесли тяжёлые потери. Поэтому он решил послать большое войско под командованием Акихория против Этолии. Отряд этолийцев, как и рассчитывал Бренн, покинул Фермопилы, чтобы защищать свои дома. Этолийцы массово присоединились к обороне — в бой вступили старики и женщины. Понимая, что галльский меч опасен только в ближнем бою, этолийцы прибегли к тактике перестрелки. Причина этого Павсаний объясняет жадностью к добыче. По словам Павсания, вернулась только половина того числа, которое отправилось в Этолию. В конце концов Бренн нашел способ обойти проход в Фермопилах, но к тому времени греки бежали морем.

## Последствия
Бренн двинулся в Дельфы, где потерпел поражение и был вынужден отступить, после чего скончался от ран, полученных в бою. Его армия отступила к реке Сперхиос, где была разбита фессалийцами и малийцами.
Некоторые из выживших в греческой кампании под предводительством одного из военачальников Бренна Комонтория поселились во Фракии, основав город-государство Тилис. Другая группа галлов, отколовшаяся от армии Бренна в 281 г. до н. э., была перевезена Никомедом I в Малую Азию, чтобы помочь победить брата Зипойта Вифина и закрепить за собой трон Вифинии. В конце концов они поселились в регионе, названном в их честь Галатией. Они потерпели поражение от сирийского царя Антиоха I, и в результате оказались прикованы к бесплодным высокогорьям в центре Анатолии.
Этолийский союз укрепил свои позиции в материковой Греции и около века контролировал Дельфы. Этолийцы установили почётную стелу, на основании которой, предположительно, были изображены доспехи галлов. Они также возвели так называемый «Портик этолийцев» или Западный портик, одно из самых больших зданий, близких к святилищу Аполлона. В знак благодарности этолийцам было предоставлено право участвовать в амфиктионическом съезде. Были организованы Амфиктионические Сотерии, которые в 246 г. до н. э. были переименованы в «Этолийские Сотерии» и превратились в Панэллинские игры, которые проводились каждые пять лет.